# Боргачо (Пезаро и Урбино)
Боргачо је насеље у Италији у округу Пезаро и Урбино, региону Марке.
Према процени из 2011. у насељу је живело 518 становника. Насеље се налази на надморској висини од 67 м.